# Derris oligosperma
Derris oligosperma là một loài thực vật có hoa trong họ Đậu. Loài này được K.Schum. & Lauterb. miêu tả khoa học đầu tiên.